# 胎生蹄盖蕨
胎生蹄盖蕨（学名：Athyrium viviparum）为蹄盖蕨科蹄盖蕨属下的一个种。

## 扩展阅读
- 維基物種上的相關：胎生蹄盖蕨